# بطولة العالم للدراجات على المضمار 1929
بطولة العالم للدراجات على المضمار 1929 هي الدورة ال32 من بطولة العالم للدراجات على المضمار، أجريت في زيورخ، سويسرا.

## النتائج النهائية
| المسابقة                              | ذهبية                  | فضية                | برونزية            |
| ------------------------------------- | ---------------------- | ------------------- | ------------------ |
| السرعة الفردية                        | لوسيان ميتشارد (FRA)   | Piet Moeskops (NED) | إرنست كوفمان (SUI) |
| سباق مطاردة الدراجة النارية للمحترفين | Georges Paillard (FRA) | فيكتور ينارت (BEL)  | Paul Krewer (GER)  |